# Claude Lemaire
Claude Lemaire (21 de febrero de 1921-5 de febrero de 2004) fue un entomólogo francés. Se especializó en la familia Saturniidae.

## Estudios
- Diploma de Posgrado de Derecho Civil, Facultad de Derecho de París
- Diploma de Posgrado de Economía Política, Facultad de Derecho de París
- Doctorado en Derecho
- Doctorado de la Universidad de París (Ciencias)

## Actividades profesionales
- 1949-1956: Banco. Jefe de departamento contencioso
- 1957-1959: Subastador en Drouot (París)

## Actividades entomológicas

### Publicaciones
Lemaire publicó cien trabajos entomológicos.

### Premios
Fue elegido presidente de la Société entomologique de France en 1972, presidente de la Asociación de Lepidópteros Tropicales en 1992 y dos veces vicepresidente de la Lepidopterists' Society.
Recibió los premios Constant (1971) y Réaumur (2003) de la Société entomologique de France. En 1999 recibe la Medalla Karl Jordan de la Sociedad de Lepidópteros.

## Géneros y especies descritas
En su necrología, Naumann, Brosch y Nässig, dieron 319 taxones descritos por Lemaire directamente o en colaboración con otros autores.

### Géneros
10 géneros son atribuidos a Lemaire.
- Arias Lemaire, 1995
- Automeropsis Lemaire, 1969
- Citheronioides Lemaire, 1988
- Erythromeris Lemaire, 1969
- Gamelioides Lemaire, 1988
- Hyperchirioides Lemaire, 1981
- Hypermerina Lemaire, 1969
- Leucanella Lemaire, 1969
- Mielkesia Lemaire, 1988
- Pseudautomeris Lemaire, 1967